# 十字屋 (百貨店)
株式会社十字屋（じゅうじや、英文表記：JUJIYA Co.,Ltd）は、かつて百貨店を初め、商業施設などを運営していた日本の企業。2007年（平成19年）1月16日に株式会社ダイエーに吸収合併された。
かつて百貨店の十字屋は全国8都市にあったが、平成時代に入り店舗閉鎖を進め、ダイエーの子会社である株式会社中合（福島県福島市）が運営する十字屋山形店（山形県山形市）のみとなったが、2018年（平成30年）1月31日をもって閉鎖され95年の歴史に幕を閉じた。

## 沿革
1923年（大正12年）12月13日、神奈川県平塚市にて、衣料品や身のまわり品を扱う十字屋呉服店として創業した。1935年（昭和10年）2月20日に株式会社化。
1951年（昭和26年）10月に衣料品共同仕入機構の十字屋協同組合を設立し、チェーンストアとしての活動を開始した。この時期、東京都内にも多数の店を有していたが、その後時代のニーズにそぐわなくなり整理されるようになった。
法人としては1954年（昭和29年）6月、商号を株式会社十字屋に変更し、本店を東京都中央区日本橋橘町に移転、翌1955年（昭和30年）2月に株式会社に十字屋協同組合傘下企業21社と合併し組織の再構築を図った。
1961年（昭和36年）3月には本店をその後長らく所在する東京都台東区柳橋に移転し、10月、東京証券取引所市場第二部への上場も果たした。
1967年（昭和42年）9月には百貨店の営業許可を取得し、初の本格的な百貨店として栃木県足利市に足利店を開業。翌年1月に東証第一部に昇格となった。百貨店化にあたって1971年（昭和46年）に大丸と業務提携し、商品券相互利用やTROJANといった大丸のプライベートブランドの取り扱い、物流面で協力体制を図り、6月には大丸から幹部社員の派遣を受け入れた。
1973年（昭和48年）10月、大丸、丸紅、富士銀行の3社は十字屋に対するバックアップ体制を強化することになり、大丸は取締役を十字屋に派遣、派遣された取締役は、10月30日に開催された株主総会および取締役会で代表取締役副社長に選任された。同時に丸紅と富士銀行から派遣された2人も十字屋の常務取締役（代表取締役）に就任した。
町田、新小岩（東京都）、太田（群馬県）といった売場面積2000㎡前後の小型店では従来からの衣料品量販店の運営を続ける一方、1960年代から大宮（埼玉県）、宇都宮（栃木県）、千葉（千葉県）、船橋（千葉県）などの小型店を売場面積2000～7000㎡の規模に順次大型化させた。また1970年代に入ると仙台（宮城県）、山形（山形県）、藤沢（神奈川県）、銚子（千葉県）に売場面積10000㎡級の大型店を、さらに佐原（千葉県）、八千代台（千葉県）にショッピングセンターを出店し拡大路線を図った。

### ダイエーによる株買い占め
1976年（昭和51年）春から、関東地方進出の一環として十字屋に目をつけたダイエーが、十字屋株の買い占めを進め、十字屋の発行済み全株式24.8%を取得。筆頭株主になったことを背景に、十字屋に業務提携を迫ったが、十字屋は労使を挙げてこれに抵抗。両者の交渉は暗礁に乗り上げた。このため、1979年（昭和54年）末、五島昇・東急電鉄社長、青井忠雄・丸井社長が仲介に乗り出し、ダイエーが十字屋に株式を譲渡する代わりに、業務提携を前向きに進めることで合意が成立。
1982年（昭和57年）春、ダイエーが買い占めていた十字屋株のうち500万株を十字屋に譲渡し、商品の共同仕入れなどの資本業務提携締結に至った。これによって、ダイエーによる6年越しの十字屋株買い占め問題やそれに端を発した業務提携問題はようやく決着が着いた。1984年（昭和59年）11月、ダイエー副社長だった越智琢一が十字屋社長に就任している。
ダイエーと提携後は不採算店舗の整理業態変更が実施され、宇都宮、町田、船橋、千葉などの店舗は手芸用品専門店やディスカウントストアに転換し、不採算であった仙台店も仙台十字屋として別会社化された。1996（平成8年）にはダイエー系デベロッパーの株式会社ダイエー・アゴラと合併し、業績改善のため大型商業施設OPA事業を譲受した。アゴラとの合併後、売場面積が6000㎡に満たない店舗が一斉にスクラップの対象とされ足利店が平成6年に閉鎖したのを皮切りに、佐野、太田、宇都宮、船橋などの店舗が閉鎖された。

### 会社解散
2004年（平成16年）に親会社のダイエーと共に産業再生機構の支援決定を受け、山形を除く 仙台、銚子、館山 の店舗を閉鎖した。山形店については同じダイエーの子会社中合（福島県福島市）に経営権を譲渡し、十字屋は事実上、百貨店事業から撤退した。さらに2006年（平成18年）には、施設運営部門（OPAやステーションパーク）とHIPIN事業部門に関する営業を分割し、新設の株式会社OPAに承継された。またダイエーによる簡易合併手続きを内容とする合併契約書を2006年（平成18年）に締結、翌年1月16日をもって会社は解散された。この吸収合併により、十字屋の子会社であったOPAがダイエーの直接の完全子会社となった。

### 年表
- 1923年（大正12年）12月13日 - 神奈川県平塚市に十字屋呉服店を創業[4]。
- 1935年（昭和10年）2月20日 - 商号を株式会社十字屋呉服店に変更[1]。（資本金8万円[1][18]）
- 1951年（昭和26年）10月 - 商品の共同仕入を行う十字屋協同組合を設立[1]。
- 1954年（昭和29年）6月 - 商号を株式会社十字屋に変更し[1]、本店を東京都中央区日本橋橘町に移転する[5]。
- 1955年（昭和30年）2月 - 十字屋協同組合傘下企業21社と合併[1]。
- 1957年（昭和32年）2月 - 十字屋食品の営業権を譲受し、食品販売に進出[19]。
- 1961年（昭和36年）
  - 3月 - 本店を東京都台東区柳橋に移転[5][20]。
  - 10月 - 東京証券取引所市場第二部に上場[1][5]。
  - 12月1日 - 株式会社十字ストアーを設立[21]。
- 1967年（昭和42年） - 百貨店に業態変更した[9]。
- 1968年（昭和43年）1月 - 東京証券取引所市場第一部に上場[1][5]。
- 1971年（昭和46年）6月 - 大丸と業務提携[5][20]。大丸松坂屋CBSグループ（共同仕入れ機構）に　山形店、仙台店、足利店、藤沢店、千葉店、木更津店、銚子店、館山店が加盟し、大丸商品券の取り扱いや共同配送等を行った。
- 1982年（昭和57年）3月 - 株式会社ダイエーと業務提携[5]。
- 1996年（平成8年）9月 - 株式会社ダイエー・アゴラ（OPA事業）と合併[1]、株式会社キャナルシティ・オーパを設立[5]。
- 1999年（平成11年）8月 - 大丸と業務提携解消[5]。
- 2004年（平成16年）12月28日 - 親会社のダイエーとともに、産業再生機構の支援が決定[5]。
- 2005年（平成17年）
  - 7月1日 - 株式交換によりダイエーの完全子会社となる。(2月23日に「株式交換に関する覚書」を締結[5])
  - 11月30日 - 仙台店[15]、銚子店[17]、館山店及びクロスティ全店を閉店[16][22]。
  - 12月1日 - 山形店の営業権を中合に譲渡。
- 2006年（平成18年）3月1日 - 会社分割によりOPAやステーションパークの施設運営部門とHIPIN事業部門を「株式会社OPA」として分社化。
- 2007年（平成19年）1月16日 - ダイエーに吸収合併され法人としては消滅。
- 2018年（平成30年）1月31日 - 最後の店舗である山形店の閉店をもって十字屋の名が消滅。

## 店舗

### 十字屋山形店
1971年（昭和46年）に開業。仙台店(宮城県)、藤沢店(神奈川県)、銚子店(千葉県)といった十字屋の店舗大型化の一環として七日町に既設していた店舗からの移転開業であった。当時、山形市内の大型商業施設は1956年（昭和31年）に大沼（2020年1月26日閉店）、丸久（山形松坂屋に社名変更、2000年閉店）の2百貨店が開業（十字屋は3番目の開業）、さらに1973年（昭和48年）には大手資本であるダイエー山形店やニチイ山形店（後に山形ビブレに社名変更、2000年閉店）が開業し、東北屈指の大型店の激戦区となった。その中でも十字屋は先立って開業した丸久よりも好業績であり、1981年度（昭和56年度）には100億円を計上し大沼と並び山形県を代表する大型店の地位にあった。
十字屋としても、中小規模の店舗も多く地方都市に点在していた同社の店舗体制の中で、山形店の存在は県庁所在地でかつ売場面積も1万m2オーバーの店舗であり特別な存在であった。十字屋にはフラッグシップ的存在でかつ売場面積と売上でトップの仙台店（宮城県仙台市）が存在していたが、同店は赤字基調で、利益的に貢献していたのは山形店であった。
1990年代前半までは売上高も90億から80億円台と堅調に推移していたが、景気悪化と商業の多様化、高速バスの発達に伴う仙台市へのストロー現象等で徐々に低下し2004年度（平成16年度）には約65億円にまで減少した。
その後親会社のダイエーが産業再生機構の支援が決定し、十字屋もそれに準じ2005年（平成17年）11月30日を以って株式会社十字屋による営業を終了、翌12月1日に同じダイエーの子会社・株式会社中合に経営権が譲渡、その際、山形店のみを継続させた。
2007年（平成19年）10月6日に地下1階の食品売り場を10年振りに改装して地元特産の天元豚や庄内鶏、地元の野菜等の地場の農産物の取り扱い、焼き魚の販売開始や寿司コーナーでのおこわの品目数増強等々総菜販売等を強化した他、有名洋菓子店や焼き立てパンの店なども導入した。
2016年度（平成28年度）の売上高は約31億円で、開業以来、最も少なかった。同年12月には当店が入居するビルが耐震基準を満たしていないことが判明した が、2019年（平成31年）に耐震改修を実施予定と公表された。
2017年（平成29年）8月30日、運営者の中合が翌2018年（平成30年）1月31日を以って当店を閉店すると発表した。地方百貨店業界の低迷、集客を支えてきた大手アパレルブランドのテナントの撤退、宮城県仙台市への消費活動の一極集中、郊外ショッピングモールとの競争激化、客層が50代から70代中心で若者層を取り込めなかった等が閉店要因とされる。中合は耐震工事について所有者と調整してきたが、改修の工期が1年以上必要とみられ、賃借料の値上げも予想される中、折り合いがつかなった。そして、発表通り2018年1月31日に閉店した。閉店時刻には店の前の大通りに多くの人がつめかけ、別れを惜しんだ。その後、旧十字屋山形店ビルを所有する事業者が、安全確保を最優先する観点からビル解体の方針を固めたことが同年6月に明らかとなった。解体工事は事業者が国と県、市からそれぞれビル解体費の補助を受け、早ければ8月にも解体を始め、翌年春までに取り壊すとしている。
跡地には、大和ハウスの子会社であるダイワロイヤルが12階建のホテルを建設し、2021年（令和3年）7月、ダイワロイネットホテル山形を開業させた。
| 県     | 市     | 店名                       | 運営会社             | 売上高（億円） | 売上高（億円） |
| ------ | ------ | -------------------------- | -------------------- | -------------- | -------------- |
| 青森県 | 青森市 | さくら野青森本店           | （株）さくら野百貨店 | 057.3          |                |
| 青森県 | 弘前市 | さくら野弘前店             | （株）さくら野百貨店 | 069.8          |                |
| 青森県 | 八戸市 | 中合三春屋店               | （株）中合           | 047.4          |                |
| 青森県 | 八戸市 | さくら野八戸店             | （株）さくら野百貨店 | 040.2          |                |
| 岩手県 | 盛岡市 | パルクアベニュー・カワトク | （株）川徳           | 188            |                |
| 岩手県 | 盛岡市 | アネックスカワトク         | （株）川徳           | 034.7          |                |
| 岩手県 | 北上市 | さくら野北上店             | （株）さくら野百貨店 | 035.9          |                |
| 宮城県 | 仙台市 | 藤崎                       | （株）藤崎           | 431            |                |
| 宮城県 | 仙台市 | 仙台三越                   | （株）仙台三越       | 353            |                |
| 宮城県 | 仙台市 | さくら野仙台店             | （株）エマルシェ     | 079.3          |                |
| 秋田県 | 秋田市 | 西武秋田店                 | （株）そごう・西武   | 102            |                |
| 山形県 | 山形市 | 大沼本店                   | （株）大沼           | 062.8          |                |
| 山形県 | 山形市 | 十字屋山形店               | （株）中合           | 034.7          |                |
| 山形県 | 米沢市 | 大沼米沢店                 | （株）大沼           | 017.8          |                |
| 福島県 | 福島市 | 中合福島店                 | （株）中合           | 094.9          |                |
| 福島県 | 郡山市 | うすい百貨店               | （株）うすい百貨店   | 163            |                |

### OPA（オーパ）
1996年（平成8年）9月1日にダイエー系デベロッパーの株式会社ダイエー・アゴラと合併して譲受された大型商業施設で、聖蹟桜ヶ丘（東京都多摩市）、新百合丘（川崎市麻生区）、藤沢（神奈川県藤沢市）、河原町（京都市）、心斎橋、三宮、キャナルシティ博多の各店は現在も営業を継続している。

### ステーションパーク
郊外の近隣型ショッピングセンターとして展開した店舗。

### 過去に存在した十字屋の店舗

#### 百貨店
| 店名            | 開店   | 閉店   | 都市           | 位置                                   | 後身                                            |
| --------------- | ------ | ------ | -------------- | -------------------------------------- | ----------------------------------------------- |
| 仙台店          | 1972年 | 2005年 | 宮城県仙台市   | 北緯38度15分36.2秒 東経140度52分44.2秒 | 仙台TRビル                                      |
| 足利店          | 1969年 | 1993年 | 栃木県足利市   | 北緯36度20分12秒 東経139度26分50.1秒   | フレッセイ通町店                                |
| 千葉店          | 1951年 | 1986年 | 千葉県千葉市   | 北緯35度36分30.5秒 東経140度7分15.3秒  | 十字屋ショッカー → メディアバレー千葉（電器店） |
| 銚子店（2代目） | 1976年 | 2005年 | 千葉県銚子市   | 北緯35度44分0.5秒 東経140度49分44.2秒  | 銚子セレクト市場 ほか                           |
| 館山店          | 1969年 | 2005年 | 千葉県館山市   | 北緯34度59分40.6秒 東経139度51分45.1秒 | パインズマンション館山駅前タワー                |
| 木更津店        | 1950年 | 1993年 | 千葉県木更津市 | 北緯35度22分53.8秒 東経139度55分27.4秒 | 十字屋ショッカー → アクア木更津立体駐車場       |
| 藤沢店          | 1973年 | 1986年 | 神奈川県藤沢市 | 北緯35度20分15.4秒 東経139度29分12.4秒 | コスタ → 藤沢オーパ（ファッションビル）         |

ダイエー及び株式会社十字屋が産業再生機構の支援を受けて策定した再建策の一環として、2005年（平成17年）11月30日をもって仙台店・銚子店・館山店 を閉店し、翌日の12月1日に残る山形店については同じダイエーの子会社・株式会社中合に経営権を譲渡して百貨店全店の経営を終了した。
- 仙台店（宮城県仙台市青葉区中央3-6-1[41]、1972年（昭和47年）4月20日（水）開店[42]→増床：1974年（昭和49年）12月および1987年（昭和62年）→2005年（平成17年）11月30日（木）閉店[15][16][42]
  - 地上8階・地下3階、延床面積約31,700㎡、[43] 売場面積14,883m2の規模で営業[44] していた。屋上にはかつて遊園施設があったが、のちにゴルフ練習場（スイングアカデミー）へ転換された。
  - 十字屋としては最大の売場面積と売上高を持つフラッグシップ的な店舗であり、丸光、エンドーチェーン（現在のイービーンズ）、エスパル、ams西武等と共に仙台駅周辺商業地区における中核の一つであった[45]。また、TBC東北放送ラジオ「朝の百貨店案内」（放送期間：1954年7月13日 - 1997年3月31日、放送時間：午前9:35 - 午前9:45）に、一番町の藤崎や仙台三越、仙台駅前の丸光といった市内百貨店各店と共に紹介され、百貨店同士での競合もあった（同番組内や店内放送において十字屋のCMソング「ハニーレイク」が使用された）[42]。
  - 1972年（昭和47年）開業（現・仙台TRビル東館に入居）。1974年（昭和49年）に増床（現・仙台TRビル西館に入居）。1984年（昭和59年）4月に「株式会社仙台十字屋」設立[8]。1987年（昭和62年）には、仙台市地下鉄南北線開業に合わせて倉庫だった地下の2フロア(地下2〜3階)のうち地下2階を売り場に転換し増床、地下鉄仙台駅と直結させた。
  - アゴラ合併以前は同社が得意とする40代以上の女性をメインターゲットに、1996年（平成8年）まで売り上げを堅調に増加させていた。だが合併後に方針を転換し若い層も取り込むことになり、1999年（平成11年）にはペディストリアンデッキ口（当ビルとの接続年不明）にあたる2階に[要出典]ギャル系のショップを集めたJUJIYA HIP[46]を新設した。このリニューアルに際してアゴラが展開するOPA事業と十字屋が展開し好調であった藤沢COSTAのノウハウを活用し、当時10代から20代の女性層から絶大な支持を有していたココルル、エゴイストなどが出店し話題を呼んだ。[要出典]
  - 2000年（平成12年）9月に「株式会社仙台十字屋」から仙台店を株式会社十字屋に営業譲渡し、2001年（平成13年）2月に株式会社仙台十字屋の清算が結了した[8]。売上高は同2001年2月期をピークに減少[15]。売上高減少を打開するため、食品売場にニュークイック、北辰水産など外部テナントや直営酒類ディスカウントショップ・リカーズの導入を図ったが、功を奏ぜずダイエー再建の一環により2005年（平成17年）に閉鎖が決定した。[要出典]
  - 閉店時の売上高は105億円であり、ピーク時と比べ50億円近く減少していた。
  - 閉店後、土地・建物を所有する仙台市の不動産会社「日本オフィスビル」から東急レクリエーションが一括して借り上げ[47]、2007年（平成19年）2月23日にヤマダデンキLABI仙台を核店舗とする複合商業施設「仙台TRビル」として再スタートした[48][49][† 2]。その後、2025年（令和7年）7月13日をもってLABI仙台は閉店し、後継テナントについては決まっていない[50][51]。

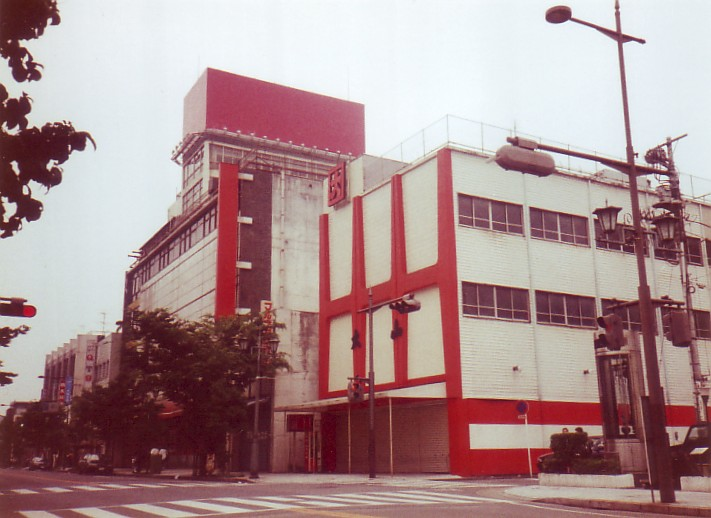
元十字屋足利店の建物。現在は解体済み

- 足利店（栃木県足利市通3-2600[3][41]、旧さくら屋開店：1967年（昭和42年）11月27日[52] → 買収：1970年（昭和45年）4月開店[53]→1993年（平成5年）12月末日閉店[54]・解体[55]
  - さくら屋から全商品と全従業員を含む営業権移譲をうける形で開業した[53]。さくら屋より経営権移譲後、西側に別館を建設、手薄だった食料品売場を地下一階に新設した。ただ建物の構造上、地階へエスカレーターとエレベーターが接続できなかった為、スロープを2カ所新設し対応した。しばらくは栃木県南唯一の百貨店として順調な業績を上げていたが、渡良瀬川以南にイトーヨーカドーが出店するなど足利市の商業地域の変化が始まるや業績も伸び悩み始め、1980(昭和55)年に別館を閉鎖、同時に食料品と玩具の取り扱いを廃止しファッション中心の売場へと転換するなど売場を縮小した。その後、当時運営していたディスカウトストアの好調を受けて1988(昭和63)年にかつてのレストランスペースであった6階にJマートという小規模な食料品売場を復活させたが、競合店に対抗できず、数年で撤退し1993(平成5)年に閉店となった。[要出典]
  - 建物除却後空地の状態が続いたが、2000(平成12)年11月から2001(平成13)年1月に足利商工会議所が中小企業庁の商店街活性化対策事業補助金を受けビューティフルあしかがスクエアと銘打った各種イベントが開催された[55]。
  - 現在は群馬県を本拠とする食品スーパーフレッセイ通町店が進出し現在に至っている[55]。

- 佐野店　佐野市高砂町2800[56]、1981年（昭和56年）3月21日開店[56]-1996(平成8)年閉店）
  - 敷地面積約2,479m2[56]、鉄筋コンクリート造地下1階・地上5階建て・塔屋1階[56]、延べ床面積約9,912m2[56]、売場面積約7,110m2[56]
  - その後医療法人聖生会のデイケア機能を備えた介護老人保健施設「和の里」、1階の一部に給食を行う日清医療食品、2階に指定居宅介護支援事業所「ゆうゆう」、2階から4階を介護対応型高齢者向けマンション「悠楓園」などが入居する福祉関連の複合ビルとして利用されている[57]。

- 千葉店　（千葉県千葉市中央区中央3-2-9[3][41]、1951年（昭和26年）11月21日開店[58]-1986年（昭和61年）：「十字屋ショッカー」へ業態転換-1996年（平成8年）8月閉店）
  - ダイエー・メディアバレー千葉店（1997年（平成9年）9月4日開店[59]-2002年（平成14年）2月24日閉店）
  - ダイエー・メディアバレーの撤退後、建物は放置状態だったが、2012年に解体された。跡地は駐車場となっている。
  - 売り場面積約7,770m2[60]
- （2代目）銚子店　（千葉県銚子市双葉町3-24[61]、1976年（昭和51年）10月22日開店[62]→増床：1990年（平成2年）11月→閉店：2005年（平成17年）11月30日[63][16][17][64]
  - 敷地面積約5,680m2[61]、鉄筋コンクリート造地下1階地上5階建て塔屋1階[61]、延べ床面積約16,161m2[61]、店舗面積約6,738m2[61]（直営店舗面積約4,412m2[61]）、駐車台数約210台[61]。
  - 銚子市の表玄関である銚子駅前通りに位置した銚子市内唯一の百貨店で1991年（平成3年）に売上高約107億円を上げたが[65]、郊外型店との競合や不況の影響などで2004年（平成16年）に売上高約47.5億円に落ち込み[65]、産業再生機構の支援を受けて経営再建する一環として2005年（平成17年）11月30日に閉店した[64]。
  - 当店の開設の際には、銚子商店連盟連合会が売場面積の縮小など3項目の意見書を提出するなど反対運動を行ったが、1974年（昭和49年）の銚子市長選で誘致を掲げる嶋田が当選を果たしたことなどが影響して進出が決まった[66]。
  - 当店開店は、銚子駅前の商店街の通行量の増大や地元の商店主らの積極的な営業姿勢への転換などの効果をもたらし、銚子の商業発展につながったとされた[67]。
  - 店舗跡地は、当初、ジャパンレジャーサービスグループの松屋百貨店[68]（注・東京銀座などで百貨店を運営する松屋とは別企業）による商業施設「リズム」が地下1階が食品で地上1階は婦人服など全館を使って2008年（平成20年）11月14日に開店する予定だった[69] がテナントが集まらず断念し[65]、2008年（平成20年）11月下旬から[65]2009年（平成21年）1月頃にかけて解体された。しばらくは更地であったが、ジャパンレジャーサービスグループの松屋百貨店が運営会社「てうし横丁」設立して2011年（平成23年）7月から木造平屋建ての銚子漁港市場「てうし横丁」を建設して2011年（平成23年）12月オープン予定していた[70] が、テナントが集まらず延期。

- （2代目）館山店（千葉県館山市北条1841[3][41]、1969年（昭和44年）2月20日開店→2005年（平成17年）11月30日閉店[16][63]）
  - 売り場面積約1,654m2[41]
- 木更津店（千葉県木更津市富士見1-5-24[3][41]、1950年（昭和25年）11月24日開店[71]-1994年（平成6年）1月31日閉店[72]）
  - 売り場面積約4,404m2[41]
  - →「十字屋ショッカー」へ業態転換。→閉店解体
  - JR木更津駅西口の富士見通りに面した場所にあった[73]。
  - 閉店後もビルが残っていたが解体され、2007年（平成19年）8月3日に隣接するアクア木更津の立体駐車場が建設された[73]。
- （2代目）藤沢店（藤沢市藤沢430[74]、百貨店としての開店（移転拡張）：1973年（昭和48年）9月28日[75]→藤沢十字屋(1986年（昭和61年）2月11日閉店[76])→業態転換：1986年（昭和61年）3月13日 COSTA(コスタ)[76]。

#### 十字エス・シー　ポポ
百貨店店舗に準じて展開されていた店舗である。
- 佐原店（佐原市佐原イ74[77]、1972年（昭和47年）12月8日[77] - 1997年（平成9年）閉店[78]）
  - 敷地面積約2,840m2[77]、鉄筋コンクリート造地下1階地上5階建て[77]、延べ床面積約11,519m2[77]、店舗面積約6,672m2[77]（直営店舗面積約7,290m2[77]）、駐車台数約200台[77]。
  - JR佐原駅南口で地元百貨店の清見屋と共に商店街の2つの核店舗の一つとして機能していたが、郊外型店舗との競合により1997年（平成9年）に閉店。
  - 再開発の話題もあったが買収が難航。建物は解体されて2011年（平成23年）2月時点で空き地となっていた[79] が、2013年現在はセブン-イレブン香取市佐原駅前店が建っている。[独自研究?]
- 八千代台店（八千代市八千代台南1-7-7[80]、1971年（昭和46年）2月26日[80]  - 1997年（平成9年）閉店[78]）
  - 敷地面積約5,192m2[80]、鉄筋コンクリート造地下1階地上4階建て[80]、延べ床面積約12,376m2[80]、店舗面積約9,798m2[80]（直営店舗面積約7,290m2[80]）、駐車台数約250台[80]。
  - 八千代台駅東口[81]、同じ東口にあるユアエルム八千代台が千葉そごうに対抗して[82] 1993年（平成5年）に増床[83] した煽りで急速に集客力が低下していた[82]。
- 小岩店（1972年（昭和47年）7月15日[84]）

#### 中小型店舗
衣料品主体の中小型店舗を関東地方や東北地方を中心に展開していた。
末期には後期までの存続した6-7店舗程度が手芸専門店「クロスティ」と称した。○印。

##### 山形県
- 山形七日町店（山形市七日町7-43[85]、1951年（昭和26年）1月8日開店[85] - 1976年（昭和51年）5月31日閉店[86]）
  - 山形市七日町にあった店舗で、山形駅前に山形店が開業した後も並行して営業を継続した[87]。
  - 売り場面積529m2[85]
- 米沢店（米沢市中央1-2-17[3]（旧・元細工町3313[85]）、1951年（昭和26年）1月8日開店[85]）
  - 売り場面積430m2[85]
- 寒河江店（寒河江市本町2-8-3[3][88]、1982年（昭和57年）9月10日開店[88][89] - 1994年（平成6年）1月16日[72]）
  - 敷地面積約6,600m2[88]、鉄骨造地下1階地上5階建て塔屋1階[88]、延べ床面積約16,500m2[88]、店舗面積約8,839m2[88]（当社店舗面積約6,830m2[88]）、駐車台数約330台[88]。
  - 本町十字路に建てられた[90]、「寒河江ショッピングセンター・チェリーモール」の核テナントで[88]、30店の専門店も入居していた[89]。商圏は寒河江西村山地区10万人を想定[90]。だが、1986年（昭和61年）5月17日に百貨店から総合スーパーに業態転換。同時に提携しているダイエーから全面的に商品を受け入れることになり、店名も「ダイエーFC十字屋寒河江店」に改めた[91]。ダイエーは1994年（平成6年）1月16日に完全撤退[92]。同年7月にはウエルマートの食品部門をキーテナントにいくつかのテナントが入り「パオ2丁目」として営業を始めた[92]。ところが、市郊外にヤマザワやヨークベニマルなどが出店し競合が激化。「パオ2丁目」は1999年（平成11年）6月20日に閉店した。その後、市の中心部の空洞化を防ぐという狙いで寒河江市が土地建物を購入し[92]、2000年（平成12年）9月に「フローラ・SAGAE」として新装オープンしている。

##### 福島県
- 白河店（白河市郭内38[93][3][41]、1961年（昭和36年）7月開店[94]-2000年（平成12年）12月閉店[95]）
  - 白河市中心市街地のほぼ中央に立地していた[95]。
  - 売り場面積430m2[94] → 713m2[93] → 1,924m2[95]

##### 茨城県
- 水戸店（水戸市南町3-3-33[96]、1952年（昭和27年）5月31日[97] - 1978年（昭和53年）4月[98]）
  - 売り場面積782m2[99] → 2,233m2[41]
  - 伊勢甚百貨店（後のボンベルタ）や京成志満津百貨店（現在の京成百貨店）、東光ストア（現在の東急ストア）水戸店などと共に水戸の泉町から南町に広がる商店街の一角を占め、婦人実用衣料の専門店として親しまれた[98]。
- 日立店（日立市鹿島町1-9-2[3][41][99]、1950年（昭和25年）11月29日開店[99] - ）
  - 売り場面積1,348m2[99] → 2,779m2[41]
- 第二日立店（日立市鹿島町1-10-4[99]、1965年（昭和40年）7月13日開店[99] - ）
  - 売り場面積561m2[99]

##### 栃木県
- （初代）宇都宮店（宇都宮市曲師町3154[100]、1950年（昭和25年）2月4日開店[100]）
  - 衣料品販売[101]。
  - 売り場面積約792m2[100]
- （初代）宇都宮店支店（宇都宮市千手町186[102]）
  - 食料品販売[101]。
  - 売り場面積223m2[102]
- ○宇都宮店（2代目）（宇都宮市池上町4-12[3][41]、1968年（昭和43年）10月25日開店[103] - 1996年（平成8年）閉店[104]）

延べ床面積6,803m2。
閉店後、解体されて2006年5月に時間貸し駐車場となった。

##### 群馬県
- 前橋店（前橋市榎町14[107]、1961年（昭和36年）10月20日開店[107] - 1976年（昭和51年）8月期上期閉店[108]）
  - 前橋松竹跡を改装して出店した[109]。
  - 売り場面積約1,431m2[107]
- （初代）高崎店（高崎市田町75[110]、1957年（昭和32年）12月14日開店[111] - ?）
  - 売り場面積140坪[111]
- （2代目）高崎店（高崎市連雀町4[107]、1964年（昭和39年）10月29日開店[107] - 1976年（昭和51年）2月閉店[9]）
  - 地上4階建て[112]。売り場面積約469m2[107]
  - 店舗跡は全面改装され、1976年（昭和51年）7月2日に新星堂高崎店が開店した[112]。
- 桐生店（桐生市本町6-382[41]、1963年（昭和38年）9月14日開店[107] - 1992年（平成4年）閉店[113]）
  - 1963年（昭和38年）に桐生市の繁華街だった本町6丁目に約558m2の敷地に鉄骨鉄筋コンクリート造4階建て延べ床面積約1,400m2の店舗を建設して開業し、長崎屋やいせやなど近隣にあった他の大型店と共に昭和40年代をピークとする同地区の繁栄の核として営業していたが、1992年（平成4年）に閉店した[113]。
  - 閉店後は十字屋から物件を借りてゲームセンター「プレイランドパル」が2006年（平成18年）11月末まで営業してその後は空き店舗となっていたが、2012年（平成24年）7月から9月まで解体工事を行って更地に戻し、土地所有者に返還した[113]。現在は桐生メモリードホールとなっている。[独自研究?]
  - 売り場面積約902m2[107]
- 太田店（太田市東本町19-20[3][18]、1950年（昭和25年）10月[114] - 1996年（平成8年）8月閉店[115]）
  - 地上5階で売場面積1900㎡の衣料品量販店業態として営業していた[115]。

##### 埼玉県
- （初代）浦和店（浦和市仲町2[116]、1950年（昭和25年）9月26日開店[117] - 1962年（昭和37年）11月[118]）
  - 浦和市仲町に出店していた[118]。
  - 衣料品が主力であったが、食品や雑貨も販売していた[117]。
- （2代目）浦和店（浦和市高砂1-10-3[3][74]、1962年（昭和37年）11月[118] - 1984年（昭和59年）2月19日[119]）
  - 浦和西口の浦和市高砂町、県庁通りに出店していた[120]。
  - 売り場面積1,382m2[117]
- ○大宮店（大宮市宮町1-83[3][117][121]、1950年（昭和25年）5月26日開店[117] - ）
  - 店舗面積653m2[117] → 2,448m2[121]
- ○大宮中央デパート店 2005年（平成17年）2月閉店[5]
- 与野店（与野市下落合1027[96][122]、1975年（昭和50年）6月16日開店[122]）
  - 敷地面積約3,847m2[122]、鉄筋コンクリート造地上2階建て塔屋1階[122]、延べ床面積約4,645m2[122]、店舗面積約2,720m2[122]（当社店舗面積約163m2[96]）、駐車台数約100台[122]。
  - 与野フードセンター共に核店舗として出店していた[122]。
- 入間店（入間市[123]、1983年（昭和58年）12月開店[123] - ?）
  - 売り場面積約1,461m2[123]

##### 千葉県
- （初代）銚子店（銚子市陣屋町138[58]、1960年（昭和35年）11月15日開店[58] - 1976年（昭和51年）9月閉店[96]）
  - 陣屋町二番地に出店していた売り場面積約330m2の衣料品店[67]。

- 本八幡店（市川市八幡3-1-5[41]、1963年（昭和38年）9月27日開店[58]-）
  - 売り場面積925m2[58] → 803m2[41]
- 浦安店（浦安市[123]、1979年（昭和54年）11月開店[123] - ?）
  - 売り場面積約320m2[123]
- （初代）船橋店（船橋市、1960年（昭和35年）11月15日開店[58] - ?閉店）
- （2代目）船橋店（船橋市本町1-7-6[3][41]、1968年（昭和43年）11月30日開店[124] - ?閉店）
  - ショッカーに業態転換。
  - 売り場面積約3,292m2[41]
- 中山店（船橋市小栗原町2-108[125]、1952年（昭和27年）5月開店[125] - ?閉店）
  - 売り場面積100m2[125]
- 千葉店（千葉市吾妻町2-20[41]、1951年（昭和26年）11月21日開店[58]） - 1996年閉店）
  - 1986年にショッカーに業態転換[要出典]。
- （初代）館山店（館山市長須賀128[58]、1950年（昭和25年）3月14日開店[58]）
  - 売り場面積302m2[58]

##### 東京都
- 池袋店（1951年（昭和26年）設立[126]）
  - 売り場面積248m2[127]。
  - 1958年（昭和33年）7月21日にセルフサービス式に切り替えて新装開店し[128]、東京都内で初の衣料品スーパーとなった[127]。
- ○亀戸店（2003年（平成15年）8月閉店[5]）
- 新小岩店（葛飾区新小岩1-38-1[129]、1951年（昭和26年）7月10日開店[129] - 1996年（平成8年）7月[130]）
  - 売り場面積314m2[129] → 1,842m2[41]
- （初代）小岩店（葛飾区小岩町4-1791[129]、1960年（昭和35年）11月12日開店[129] - ?）
  - 売り場面積314m2[129]
- （2代目）小岩店（葛飾区南小岩8-11-7[131][132]、1966年（昭和41年）6月24日開店[131] - ?）
  - 売り場面積1,114m2[131]
- ○町田店（町田市原町田6-10-7[3][41]、1950年（昭和25年）12月18日開店[129] - 2005年（平成17年）11月30日閉店[22]）
  - 売り場面積314m2[129] → 1,676m2[41]
  - 1984年（昭和59年）12月に布と糸の店「クロスティ」に業態転換[133]。
  - 閉店後は建物を改修し、2006年10月26日[134]より手芸用品店オカダヤ町田店が営業している[135]。
- 八王子店（八王子市横山町96[129]、1964年（昭和39年）6月20日開店[129] - ?）
  - 売り場面積1,189m2[129]

##### 神奈川県
- ○平塚店（平塚市紅谷町3-15[41]、1935年（昭和10年）2月20日開店[136]-1996年（平成8年）7月14日閉店[130][137]）
  - 1923年（大正12年）に十字屋呉服店として創業した地。売り場面積969m2[130]。
- 伊勢佐木店[138] → 横浜店[136]（横浜市伊勢佐木町2-84[136][138]、1951年（昭和26年）4月11日開店[136] - 1976年（昭和51年）9月24日閉店[86]）
  - 売り場面積1,390m2[136]
- （川崎店（川崎市宮前町21[139]、1961年（昭和36年）6月9日開店[139] - ）
  - 売り場面積693m2[139]
- （初代）藤沢店（藤沢市藤沢555[136]、1950年（昭和25年）5月26日開店[136] - ）
  - 売り場面積322m2[136]
- ○新百合丘オーパ店（2005年（平成17年）2月閉店[5]）
- （初代）小田原店（小田原市緑町1-48[139]、1955年（昭和30年）3月14日開店[139] - ）
  - 売り場面積450m2[139]
- ○（2代目）小田原店（小田原市栄町2-8-23[41]、1964年（昭和39年）10月[140] - ?）
  - 売り場面積約1,139m2[41]

##### 静岡県
- 吉原店（吉原市（富士市）本町1-145[141]、1953年（昭和28年）10月24日開店[141] - ）
  - 売り場面積475m2[141]
- 沼津店（沼津市大手町5-3-13[3]、1956年（昭和31年）10月30日開店[141] - 1994年(平成6年)11月末[142]）
  - 仲見世商店街のほぼ中間に出店していた[143]。
  - 売り場面積1,003m2[141] → 1,802m2[41]
- 伊東店（伊東市猪戸1-26[18][41]、1962年（昭和37年）11月17日開店[141]-1996年(平成7年)7月閉店[130]）
  - 売り場面積1,054m2[141] → 1,230m2[41]

#### 十字屋ショッカー
ディスカウントストアとして営業していた店舗である。
1980年代に入ると、商業地の郊外化が加速し中心市街地に中小の店舗を多く持っていた十字屋の起死回生の策として始めた事業であった。
当時親会社であるダイエーが不振店舗をディスカウントストアであるトポスに業態変換を果たし藤沢店などを大成功に導いていた。
十字屋も親会社のノウハウを活用しロゴマークもトポスに類似したものを採用し船橋、千葉、木更津の千葉県内の店舗を転換、売上げを回復させた。
ただ1990年代半ばに業態の見直しとともに撤退した。
- 木更津店
- 船橋店[144]
- 千葉店

#### 十字屋ホームセンタードアイ
- 十字屋ホームセンタードアイ東金店（東金市田間125[145]、1984年（昭和59年）4月1日開店[145]）
敷地面積約6,362m2[145]、店舗面積約660m2[145]、駐車台数約130台[145]。

#### ジューエル
- 浦和店
- 新小岩店

#### 十字マート
- 戸塚店（横浜市戸塚区戸塚町116[146]、1970年（昭和45年）5月23日開店[146] - ?）
店舗面積約1,029m2[146]

#### 十字ストア
- 大船店（鎌倉市大船1-22-26[147]、1967年（昭和42年）5月25日開店[147] - ）
  - 売り場面積880m2[147]
- 逗子店（逗子市逗子1-5-7[148]、1967年（昭和43年）6月25日開店[148][149] - ）
  - 売り場面積235m2[148]
  - 逗子駅前銀座通りに出店していた[149]。
- 久里浜店（横須賀市久里浜4-6-13[150]）
- 飯能店（飯能市柳町23-12[151]、1967年（昭和42年）11月25日開店[151] - ）
  - 売り場面積681m2[151]

#### OPA（オーパ）
1996年（平成8年）9月1日にダイエー系デベロッパーの株式会社ダイエー・アゴラと合併して譲受された大型商業施設。
- 浜大津OPA
  - 1983年（昭和58年）に都市計画決定されて1992年（平成4年）にバブル崩壊に伴って高島屋が出店辞退を表明し[152]、1998年（平成10年）3月27日に開業した[84]京阪電鉄浜大津駅西側の「明日都浜大津」の核店舗として出店したが[153]、2004年（平成16年）に3月に閉店した[5]。
  - 店舗跡の核店舗としてコジマNEW大津店が1階に出店していたが、2012年（平成24年）9月23日に閉店した[154]。
- 新神戸OPA
  - ポートアイランドに移転した神戸市立中央市民病院の跡地に[155]1988年（昭和63年）9月29日に開業した新神戸オリエンタルホテルと同居する形で1988年（昭和63年）9月23日に開業した[156]。

### 実現しなかった店舗
- 中央ショッピングセンター（館山市、1987年（昭和62年）5月開店予定[157]、1992年（平成4年）1月出店取下げ[157]）

店舗面積約16,000m2。
館山駅西口で進めていた当社が核店舗となるショッピングセンターの売り場面積を確保するために出店を撤回した。

## 子会社
- 株式会社OPA（施設運営事業、2006年（平成18年）3月1日に会社分割で新設された完全子会社）
- 株式会社キャナルシティ・オーパ（施設運営事業、80%出資）[5]
- 株式会社りんくうパーク（商業施設開発事業、りんくうパパラ関連、100%出資）[5]
- 株式会社十字屋友の会（前払い式特定取引業）[5] 中合友の会に営業譲渡
- 十字興業株式会社（不動産賃貸業）[5]
  - 2006年（平成18年）3月30日より商号をダイエースペースクリエイトに変更した。現在はダイエーの100%子会社。
- 十字エス・シー開発株式会社（不動産賃貸業、間接50%を含め100%出資）[5]
  - りんくうパーク、十字エス・シー開発については、2007年（平成19年）に清算
- 株式会社関東十字屋（百貨店） - 1974年（昭和49年）12月設立[19]
- 株式会社仙台十字屋（百貨店） - 1984年（昭和59年）4月設立[19]